# Bahnstrecke Huttwil–Eriswil
| Streckenlänge: | 4.9 km |                                    |                                    |
| |        |                                    |                                    |
| \| \| \| BLS (ex LHB) von Langenthal \| \| \| \| \| ETB (ex RSHB) von Sumiswald-Grünen \| \| \| \| \| Huttwil \| \| \| \| \| BLS (ex HWB) nach Wolhusen \| \| \| \| 1.1 \| Säge \| Säge \| \| \| \| Langete \| \| \| \| 2.3 \| Uech \| Uech \| \| \| 3.1 \| Tschäppel \| Tschäppel \| \| \| \| Langete \| \| \| \| 4.9 \| Eriswil \| Eriswil \| |        |                                    |                                    |
| Strecke |        | BLS (ex LHB) von Langenthal        | BLS (ex LHB) von Langenthal        |
| Abzweig geradeaus und von rechts |        | ETB (ex RSHB) von Sumiswald-Grünen | ETB (ex RSHB) von Sumiswald-Grünen |
| Bahnhof |        | Huttwil                            | Huttwil                            |
| Abzweig ehemals geradeaus und nach links |        | BLS (ex HWB) nach Wolhusen         | BLS (ex HWB) nach Wolhusen         |
| Haltepunkt / Haltestelle (Strecke außer Betrieb) | 1.1    | Säge                               | Säge                               |
| Brücke über Wasserlauf (Strecke außer Betrieb) |        | Langete                            | Langete                            |
| Haltepunkt / Haltestelle (Strecke außer Betrieb) | 2.3    | Uech                               | Uech                               |
| Haltepunkt / Haltestelle (Strecke außer Betrieb) | 3.1    | Tschäppel                          | Tschäppel                          |
| Brücke über Wasserlauf (Strecke außer Betrieb) |        | Langete                            | Langete                            |
| Kopfbahnhof Streckenende (Strecke außer Betrieb) | 4.9    | Eriswil                            | Eriswil                            |

Die Bahnstrecke Huttwil–Eriswil war eine als Stichstrecke angelegte elektrifizierte Lokalbahn im schweizerischen Oberaargau, die von Huttwil nach Eriswil führte. Die Strecke wurde von 1915 bis 1926 von der Huttwil–Eriswil-Bahn, abgekürzt HEB, betrieben. Diese wurde ab 1927 Teil der Langenthal-Huttwil-Bahn (und ab 1944 der Vereinigten Huttwil-Bahnen). Der Personenverkehr wurde 1975 durch Autobusse ersetzt, der Güterverkehr 1978 eingestellt. Der Streckenverlauf ist noch an einigen Stellen erkennbar.

## Ehemaliger Streckenverlauf
Zwischen Huttwil und Eriswil erschloss die HEB drei Zwischenhaltestellen. Vom Bahnhof Huttwil kommend teilte sie sich ungefähr einen Kilometer die Strecke mit der heute noch existierenden Bahnlinie Huttwil–Wolhusen. Bei der Haltestelle Säge verliess die HEB deren Trassee. Ungefähr dem Fluss Langete und der Strasse folgend bediente sie danach die Haltestellen Uech und Tschäppel. Mit einer Neigung von maximal 2,8 % führte die Strecke schliesslich nach Eriswil.
Die Strecke war insgesamt 4,9 km lang, 4,0 km waren Eigentum der HEB.

## Geschichte

Der Bahnhof Eriswil 1965

Nach dem klar war, dass die geplante Bahnlinie Ramsei–Sumiswald–Huttwil nicht via Eriswil führen würde, entschied man sich zur Realisierung einer Stichstrecke von Huttwil nach Eriswil. In Huttwil war unter anderem der Anschluss nach Sumiswald und Ramsei möglich. Der Betrieb wurde 1915 aufgenommen. Mit der benachbarten Langenthal-Huttwil-Bahn (LHB) wurde eine Vereinbarung geschlossen, welche dieser den Unterhalt von Gleis und Rollmaterial übertrug. Die HEB kämpfte von Anfang an mit finanziellen Schwierigkeiten, was eine Fusion mit der LHB zum Thema werden liess. Für Letztere war die Fusion deshalb jedoch nicht besonders attraktiv. Der Zusammenschluss wurde 1927 trotzdem Tatsache. Nach einer weiteren Fusion mit Nachbarbahnen gehörte die Linie nach Eriswil ab 1944 zu den Vereinigten Huttwil-Bahnen.
An Triebfahrzeugen standen anfänglich durch die SLM konstruierte Dampftriebwagen CFZm 1/3 (gleiche Bauart wie CFZm 1/3 des Régional Saignelégier–Glovelier RSG) zur Verfügung, ergänzt um drei Güterwagen der SIG.
Die Strecke wurde 1946 mit dem in der Schweiz üblichen 15 kV 16⅔ Hz elektrifiziert. Für den Personenverkehr genügte häufig ein einzelner Triebwagen, für den Güterverkehr wurden Rangiertraktoren eingesetzt. Weil das Automobil die bereits schwach genutzte Lokalbahn verstärkt konkurrenzierte, wurde der Personenverkehr 1975 eingestellt. Der Güterverkehr wurde 1978 ebenfalls eingestellt und die Linie kurz darauf abgebrochen bis auf ein kurzes Stück nach der Abzweigung von der Bahnlinie Huttwil–Wolhusen, das als Anschluss einer Sägerei bis in die 1980er Jahre genutzt wurde. Weitere erhaltene Objekte sind der Bahnhof und ein Lokschuppen in Eriswil, sowie die beiden Betonbrücken über die Langete.
Heute verkehrt zwischen Huttwil und Eriswil die Autobuslinie 491 der BLS AG.